# 발터 울브리히트
발터 에른스트 파울 울브리히트(독일어: Walter Ernst Paul Ulbricht, 1893년 6월 30일 ~ 1973년 8월 1일)는 독일의     공산주의 정치인으로, 독일 공산당 지도자 중 한명이었으며 훗날 독일 사회주의통일당의 당수가 되어 동독의 국가원수로 일했다.
울브리히트는 독일 제국 시대부터 활동한 고참 마르크스주의자였으며, 1912년에 독일 사회민주당에 입당하면서부터 본격적으로 정치 경력을 쌓았다. 그는 유명한 반전 인사로, 제1차 세계 대전에 반대하며 독일 독립사회민주당을 이끌었으나, 1920년 독일 공산당으로 소속을 옮겼다. 
1933년 아돌프 히틀러의 나치당이 독일을 장악하고 공산주의자들을 탄압하자 울브리히트는 프라하로 망명하였으며, 나중에는 모스크바로 이주했다. 
모스크바로 이주한 울브리히트는 에른스트 텔만을 견제하였고 울브리히트 집단을 조직해 그의 지지자들과 종종 대립하였다. 소련에서 울브리히트는 에른스트 텔만의 죽음과 독일 공산당원에 대한 이오시프 스탈린의 대숙청을 방관하였다.
그러나 나치 독일이 독소 불가침조약을 위반하고 소련 침공 작전을 개시하자 울브리히트는 독일 국민들에게 반파시즘 저항을 호소하며 독재자 아돌프 히틀러의 나치 독일과 추축국의 분쇄를 촉구하였다.
그는 스탈린그라드 전투에서 붉은 군대에 항복한 독일군 포로들이 나치 독일에 대한 반제국주의적 공세에 동참할 것을 권유하였다. 그의 설득으로 대다수의 독일 포로들이 반파시스트로 전향했고 1944년부터 붉은 군대의 일원으로 합류해 소련의 여러 군사 작전에 참가하게 되었다.
1945년 소련에 의해 베를린 해방이 성공적으로 이루어지자 귀국하였고, 소련의 독일 점령 지역에서 독일 사회주의통일당을 조직하였다. 
1949년 동독이 수립되면서 각료희의 의장으로 임명되었고, 1950년에는 사회주의통일당 서기장으로 선출되었다. 1960년 빌헬름 피크가 사망하자 대통령직을 승계받으며 국가원수가 되었다.

## 어린 시절
라이프치히에서 태어난 울브리히트는 8살 밖에 안되어 학교를 떠나 가구 제작인이 되었다. 제1차 세계 대전이 일어나는 동안에 1915년 육군에 입대하여 발칸반도와 동부 전선에서 둘다 복무하였으나 전쟁 말기에 탈영하여 독일 11월 혁명에 참가하였다.
1920년 독일 공산당의 당원이 되어 빠르게 그 진급들을 통하여 올랐다. 그는 소련에서 완벽한 레닌주의와 마르크스주의자가 되는 데 외국인 학생들을 가르친 모스크바에 있는 비밀 학교 국제레닌학교에 수학하였다. 1928년 귀국 후에 독일 의회에 선출되었다. 그 당시는 공산당과 나치당 사이의 맹렬한 충돌이 일어난 때였다.
1933년 1월 아돌프 히틀러가 수상으로서 권력에 오르면서 야당들은 곧 수권법에 의하여 추방되었고, 독일 전국의 공산당원들은 달아나거나 은둔을 하였다. 그들 중의 하나였던 울브리히트는 처음에 프랑스와 체코슬로바키아로, 그러고나서 내란이 일어난 스페인으로 달아나 국제 여단에서 공화주의자들의 편을 들었다.
1937년 모스크바로 돌아가 활동적으로 이오시프 스탈린의 재판과 숙청을 성원하였다. 울브리히트는 스탈린의 상관들이 숙청당한 것을 보면서 자신을 독일 공산당의 더욱 나가서 진급으로 올라가는 데 허용하였다. 제2차 세계 대전이 일어나는 동안에 그는 독일군 포로들이 공산주의로 개종하는 데 그들을 놓아주었다.

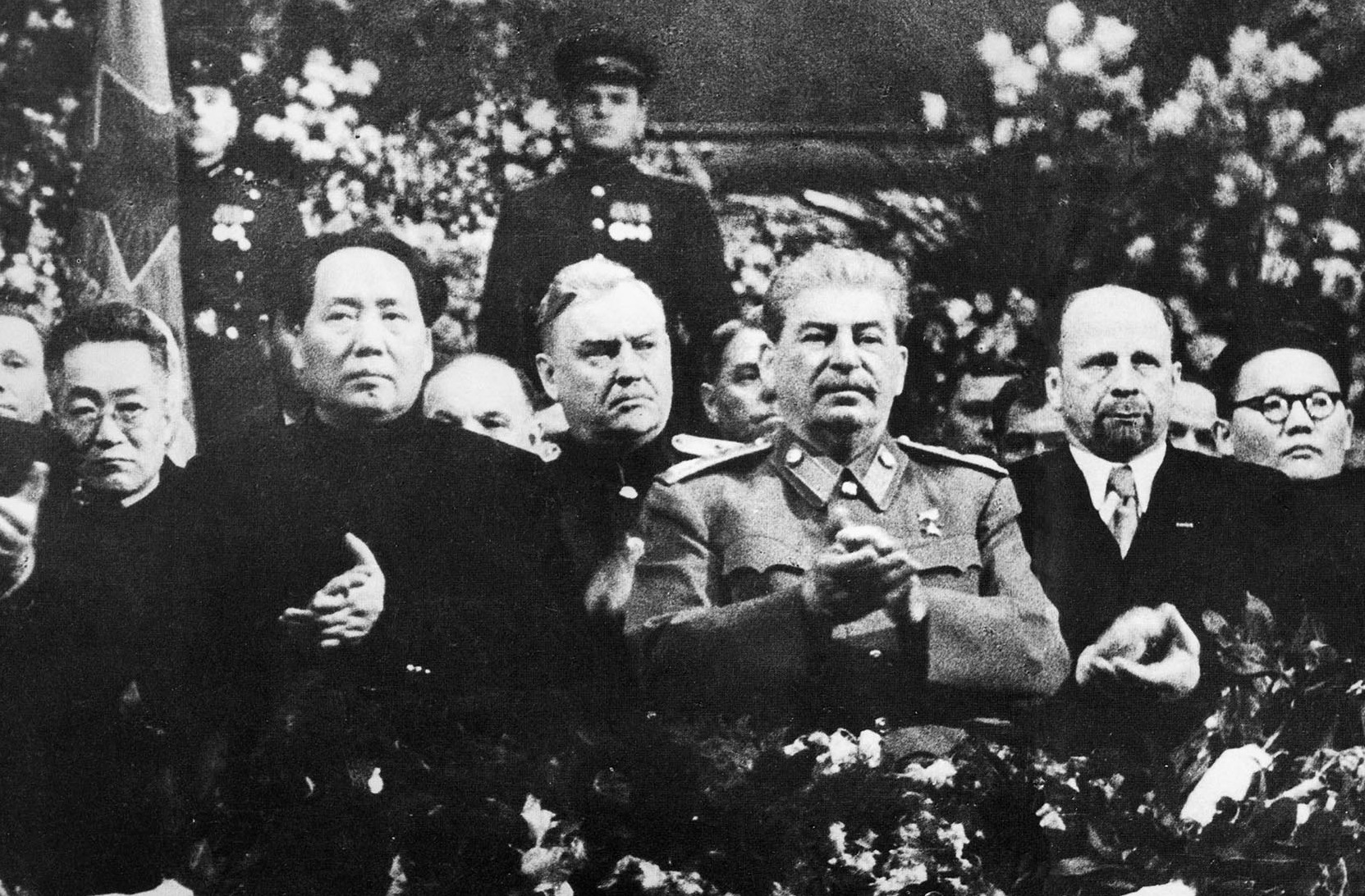
모스크바에서 열린 이오시프 스탈린의 70세 생일에서 (좌로부터 마오쩌둥, 니콜라이 불가닌, 스탈린, 울브리히트) (1949년)

## 동독의 지도자

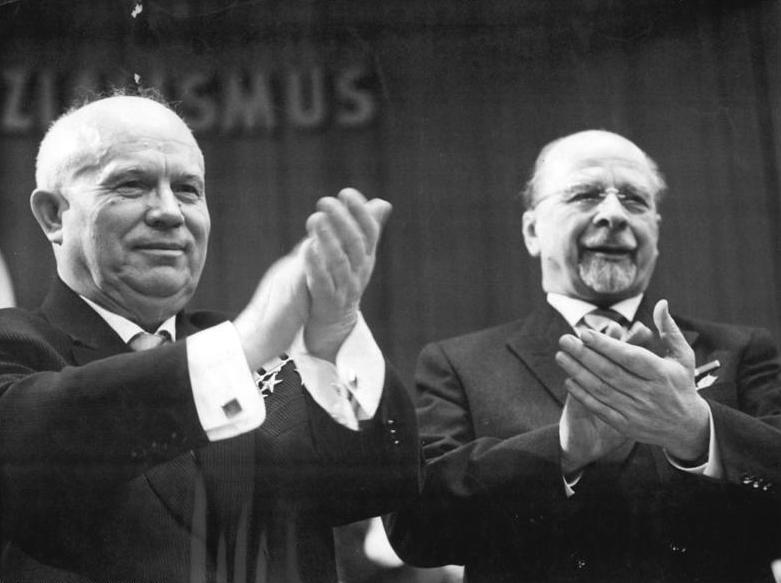
1963년 니키타 흐루쇼프와 함께

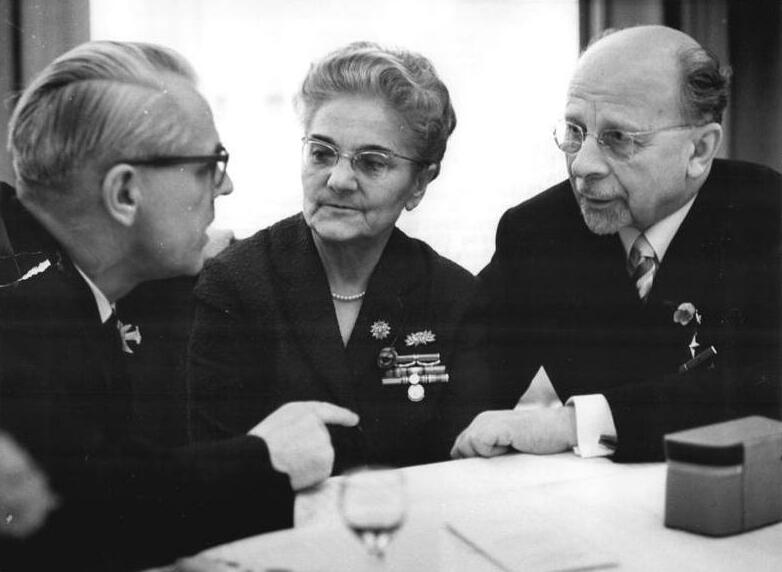
부인 로테와 빌리 슈토프와 함께

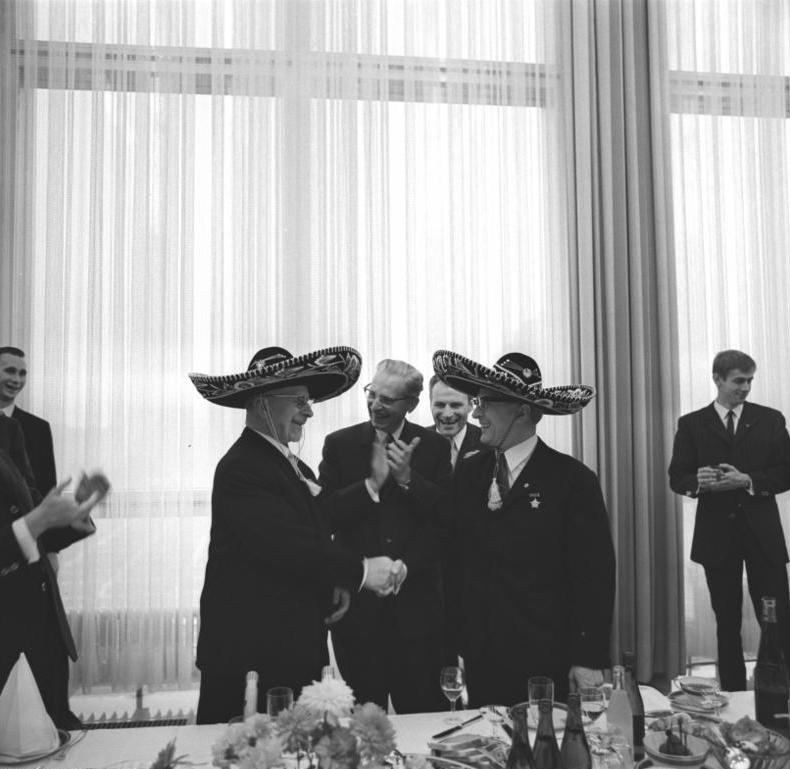
1968년 하계 올림픽에서 귀국한 동독 선수단들을 환영하는 집회에서 멕시코 전통 모자를 쓰고 축하를 벌이는 울브리히트와 에리히 호네커

독일 공산당의 후신인 통일사회당 당원이 되어 1949년 10월 11일 독일 민주 공화국이 설립되자 부수상이 되었다. 1960년 대통령 빌헬름 피크가 사망하자 대통령제가 폐지되었고, 그 대신 주 의회가 설립되었다. 그는 서기장 겸 주석이 되어 나라의 권력을 잡기 시작하였다.

### 6월 17일 봉기
1945년 4월 30일 히틀러가 자살한 날에 울브리히트는 독일로 귀국하여 5년 안에 새롭게 형성된 독일 민주 공화국의 국가 원수인 서기장이 되는 데 자신을 연습시켰다.
헝가리의 라코시 마차시에 의하여 즐겨진 권력과는 달리 울브리히트의 직위는 스탈린이 살아있는 동안에 안정되었다. 1953년 3월 5일 스탈린이 사망하고 4달 안에 라코시는 권력에서 물러났다. 울브리히트는 그해 6월 동독의 근로자들이 파업으로 들어갈 때 자신의 첫 실제 시험을 향하였다. 그러나 소련군의 도움과 함께 울브리히트는 동독의 폭동을 억누르고 생존하였다.
1955년 울브리히트는 동독을 바르샤바 조약 기구로 가입시켰다.

### 베를린 장벽
1960년대 초반으로 봐서 동서 베를린 사이의 차이가 생기자 동베를린으로부터 서베를린으로, 그러고나서 서독으로 대이동은 자본주의를 위한 거대한 광고였고, 공산주의, 울브리히트와 새로운 소련의 지도자 니키타 흐루쇼프에게는 동등하게 부족하였다. 그러나 흐름을 막는 데 베를린에서 장벽을 위한 제안들은 모스크바에 의하여 견고하게 거부되었고, 동베를린 시민들의 마음들을 이겨야 했다. 그러나 1961년 거의 3백만명의 동독인들이 서독으로 가 노동의 부족과 사회주의 유토피아를 위한 날카로운 당황을 일으켰다.
6월 15일 베를린 장벽이 세워지기 2달 전에 울브리히트는 기자 회견에서 "우리 수도의 건축가들은 주택 건설에 완전히 고용되었고 그 노동력은 그 일을 위하여 전개되었다"고 말하면서 "아무도 장벽을 건설하는 데 아무 의지를 가지지 않다"라는 명언과 함께 끝냈다. 8월 12일 ~ 13일의 밤에 유자 철선의 담이 세워졌다. 더 올라가면서 많은 동독인들은 높은 긴장의 장면들에 자유를 위한 마지막 분의 돌진을 이루었다. 며칠 후에 콘크리트 장벽이 완료적으로 서베를린의 103 마일 페리미터를 애워쌌다. 냉전의 상징으로 알려진 이 장벽은 28년 동안 남아있었다.

## 정계 은퇴와 사망
울브리히트 집권 말기 서독의 신임 총리인 빌리 브란트가 동독과의 대립을 중단하고 화해를 추구하면서 양국의 관계가 크게 개선되며 1969년부터는 연방 헌법 비준을 논의하기 시작했다. 울브리히트와 브란트의 협력과 노력 덕분에 양국 시민들의 공론장에서 독일 통일이 다시 등장했다.
그러나 소련과의 관계가 악화되며 당 내부에서 울브리히트의 입지는 점점 줄어들었고, 1967년에는 마르크스-레닌주의 원칙을 두고 레오니트 브레즈네프와 갈등을 빚어 소련 지도부의 강렬한 비토를 당해야 했다.
결국 1970년 울브리히트는 자신의 후계자이면서 소련의 지지를 받는 에리히 호네커를 중앙위원회에서 축출하는 탈소련 조치를 감행했다. 당연히 이 조치는 소련을 격노하게 만들었고 결국 울브리히트는 에리히 호네커에게 제1서기직을 넘기며 당수직을 사임하게 되었다.
1973년 그는 명예직인 독일 사회주의통일당 위원장으로 임명되었고 공직에서 은퇴하였다. 울브리히트는 동베를린에서 개최된 세계청년학생축전을 관람하던 도중 뇌졸중으로 사망하였다. 그의 장례는 국장으로 치러졌고 시신은 화장되어 사회주의기념관(독일어: Gedenkstätte der Sozialisten)에 안장되는 예우를 받았다.

## 같이 보기
- 이반 코네프